# Ablinga
Ablinga je ves v Žemaitsku, v Litvě, s osudem a významem podobným českým Lidicím. Je ve východní části okresu Klaipėda, 5 km na severozápad od města Endriejavas, při silnici Endriejavas–Kuliai, 1 km na jih od řeky Žvizdrė; vsí také protéká její levý přítok Dirsteika.
Od roku 1972 je zde memoriál, skupina ze dřeva (většinou dubového) vyřezávaných soch, připomínající masakr z roku 1941.

## Minulost
Obec je zmiňována od 14. století. V roce 1630 byla zapsána k Salantajské farnosti.

### Masakr v Ablinze
Když Sovětský svaz v roce 1941 okupoval Litvu, v Ablinze se usadil 295. ženijní prapor Rudé armády. Na začátku sovětsko-německé války se Ablinga dostala do oblasti plánu útoku 291. pěší divize 505. pluku německé armády. 23. června 1941, den po zahájení operace Barbarossa, němečtí nacisté na třech místech zastřelili 42 vesničanů: 33 obyvatel Ablingy, z toho 20 mužů a 13 žen, 6 mužů ze sousední vsi Žvaginiai a ještě dva muže a jednu ženu, kteří přišli na návštěvu odjinud, když je ještě zvečera 22. června zahnali do stodoly a zavřeli přes noc. Záminkou k exekuci bylo, že sovětští vojáci ostřelovali skupinu německých cyklistů – průzkumníků, z nichž několik bylo zastřeleno. Němci v některých z domů našli zbraně. Když ráno 23. června otevřeli vrata stodoly, křikli: „Komunisti a svazáci, vyjděte!“ Nikdo nevyšel a proto nařídili všem běžet. Lidé tedy běželi k místním Mariánským Lurdům (postaveny roku 1930), které byly v nedaleké stráni. Nacisté zahájili kulometnou palbu, pod kterou zahynulo 42 nevinných lidí, jen několik žen zůstalo zázrakem na živu. Podle vyprávění svědků jedna z nich, Ona Šiaulytienė, v okamžiku exekuce zdvihla růženec k nebi a křičela: „Panenko Marija, pomoz! Němce jsme čekali, Němci střílejí!“ Prý, jak to vojáci viděli, stal se zázrak: dále už vojáci nestříleli... Zajímavé je i to, že ze všech domů jediný nespálený zůstal dům Ony Šiaulytienė. Přežilo 20 obyvatel (většina proto, že nebyli ve vsi). Po exekuci Němci ves zapálili. Shodou okolností se ves 22. června chystala ke svatbě.

### Memoriál
V roce 1972 bylo na jihozápadním svahu hradiště Žvaginių piliakalnis postaveno 30 dřevěných soch memoriálu. Na vyřezávání soch se podílelo 25 sochařů z Litvy, převážně z Žemaitska. Řezbářské práce byly zahájeny 3. července 1972. Tehdy již na umělce čekalo 30 kmenů stoletých dubů.

#### Umělci, kteří se podíleli na tvorbě memoriálu
- z Kretingy:[1]
  - Anicetas Puškorius (1911–1994)
  - Adolfas Andriejus Viluckis (* 1939)
  - Juozas Lukauskas (1906–1999)
  - Jonas Paulauskas

- z Telšiů:
  - Jonas Ignotas (* 1921)
  - Jonas Paulauskas (* 1912)
  - Vytautas-Konstantinas Savickis (* 1936)
  - Mečislovas Šilinskas (* 1931) (grafik)
  - Juozas Ragauskas (* 1923) (kovář)
  - jeho syn Rimantas Ragauskas (* 1950) (kovář)

- z Tauragė:
  - Antanas Bagdonas (* 1928)
  - Andrius Martinaitis (1921–1995)
  - Pranas Kundrotas (1922–1998)

- z Klaipėdy:
  - Juozas Lukauskas (syn Juoza Lukauska z Kretingy)
  - Vytautas Majoras (1930–2006)
  - Jonas Gineitis (* 1937)
  - Romas Kumšlys (* 1950)
  - Aleksandra Domarkienė (* 1915)
  - Rimantas Pamparas (* 1942)
  - Liudvikas Butkus (* 1930)
  - Adomas Senkus (* 1920)

- z Vilniusu:
  - Ipolitas Užkurnys (* 1926)

- z Palangy:
  - Ona Beresnaitė (* 1919)
  - Albertas Žulkus (* 1933)

- z dalších míst:
  - J. Šilinas (Panevėžys)
  - Jonas Jurgelis (Priekulė) (* 1934)
  - Z. Šatkus (Gargždai)
  - Pranas Dužinskas (Tryškiai) (* 1937)